# Кучеренко, Виктор Григорьевич
Кучере́нко Ви́ктор Григо́рьевич (1931—1996) — председатель (декабрь 1987 — август 1989) исполкома Донецкого облсовета народных депутатов.

## Биография
Родился в 1931 году в г. Мариуполе в семье рабочего. С 1947 до 1951 года был студентом Ждановского (Мариупольского) металлургического техникума.
В 1951—1953 годах работал мастером, старшим мастером отдела технического контроля электродного цеха Ждановского металлургического завода, а с 1953 до 1957 года был старшим инженером техбюро отдела технического контроля Ждановского металлургического завода им. Ильича.
Окончил Ждановский металлургический институт по специальности инженера-механика в 1958 году, с 1957 до 1960 года работал старшим мастером внешней приемки отдела технического контроля, а в 1960—1962 годах — начальником участка отдела технического контроля, начальником флюсоплавильного отделения трубосварочного цеха Ждановского металлургического завода им. Ильича.
В течение 1962—1965 годов был начальником лаборатории сварки Ждановского металлургического завода им. Ильича, а с 1965 до 1966 года был заместителем секретаря парткома этого завода. 1966—1967 годы — второй секретарь Ильичевского райкома КПУ, 1967—1968 годы — на посту секретаря парткома завода им. Ильича.
С 1968 до 1974 года был первым секретарем Ильичевского райкома КПУ, 1974—1977 годы — второй секретарь Ждановского горкома КПУ. В 1977—1980 годах — в должности председателя исполкома Ждановского горсовета, а с 1980 до 1982 года — секретарь Донецкого обкома КПУ, с 1982 до 1987 года — второй секретарь Донецкого обкома КПУ.
Избирался депутатом Верховного Совета УССР 10-го (1980—1985) и 11-го (1985—1990) созывов.
В течение декабря 1987 — августа 1989 года находился на посту председателя исполкома Донецкого облсовета.
В сентябре 1989 года был уволен с должности в связи с избранием председателем Плановой и бюджетно-финансовой комиссии Верховного Совета СССР.
Умер в 1996 году.

## Награды
Награждён тремя орденами Трудового Красного Знамени (в 1985 году награждён орденом Трудового Красного Знамени за успехи в сооружении комплекса по выпуску минеральных удобрений и сырья для них в Горловском ПО «Стирол»), орденом Дружбы народов, тремя медалями.